# فهرست کوه‌های استان یزد
فهرست کوه‌های یزد شامل نام، ارتفاع، مختصات، نام رشته‌کوه و شهرستان کوه‌های استان یزد می‌شود.
| نام                     | مختصات                                                                   | ارتفاع | شهرستان        | رشته‌کوه                          | منبع  |
| ----------------------- | ------------------------------------------------------------------------ | ------ | -------------- | -------------------------------- | ----- |
| شیرکوه                  | ۳۱°۳۶′ شمالی ۵۴°۰۴′ شرقی / ۳۱٫۶۰۰°شمالی ۵۴٫۰۶۷°شرقی                      | ۴۰۷۵   | شهرستان تفت    | کوه‌های مرکزی ایران               |       |
| برفخانه طزرجان          | ۳۱°۳۲′۵۳٫۷۶″ شمالی ۵۴°۸′۵۰٫۷۳۸″ شرقی / ۳۱٫۵۴۸۲۶۶۷°شمالی ۵۴٫۱۴۷۴۲۷۲۲°شرقی | ۴۰۰۸   | شهرستان تفت    | کوه‌های مرکزی ایران               |       |
| گاو و گوساله (آسما‌ن‌نما) |                                                                          | ۳۸۲۰   | شهرستان تفت    | کوه‌های مرکزی ایران               |       |
| مسجد                    |                                                                          | ۳۳۳۰   | شهرستان اشکذر  | کوه‌های مرکزی ایران               | [ ۱ ] |
| دهار                    |                                                                          | ۳۲۳۶   | شهرستان خاتم   | رشته‌کوه زاگرس                    |       |
| میل فرنگی               |                                                                          | ۳۹۱۲   | شهرستان مهریز  | کوه‌های مرکزی ایران               |       |
| عِظمَت                    |                                                                          | ۳۸۵۰   | شهرستان ابرکوه | کوه‌های مرکزی ایران               |       |
| کنج کوه                 |                                                                          | ۳۲۹۵   | شهرستان مهریز  | کوه‌های مرکزی ایران               |       |
| شیرکوه کوچک             |                                                                          | ۳۵۰۳   | شهرستان تفت    | کوه‌های مرکزی ایران               |       |
| پندر                    |                                                                          | ۳۴۰۰   | شهرستان تفت    | کوه‌های مرکزی ایران               |       |
| کلک کرسی                |                                                                          | ۲۸۳۸   | شهرستان مهریز  | کوه‌های مرکزی ایران، رشته‌کوه بروک |       |
| کلاغی                   |                                                                          | ۲۷۸۰   | شهرستان مهریز  | کوه‌های مرکزی ایران، رشته‌کوه بروک |       |
| کنده کوه                |                                                                          | ۲۶۱۹   | شهرستان مهریز  | کوه‌های مرکزی ایران، رشته‌کوه بروک |       |
| تاسرخی                  |                                                                          | ۲۲۰۰   | شهرستان مهریز  | کوه‌های مرکزی ایران               |       |
| هنزا                    |                                                                          | ۳۱۵۸   | شهرستان اردکان | کوه‌های مرکزی ایران، کوه خرانق    |       |
| کلمند                   |                                                                          | ۲۷۰۳   | شهرستان اردکان | کوه‌های مرکزی ایران، کوه خرانق    |       |
| خارکوه                  |                                                                          | ۳۵۱۰   | شهرستان مهریز  | کوه‌های مرکزی ایران               |       |
| تفتیون (مورگ سفید)      |                                                                          | ۳۰۶۴   | شهرستان مهریز  | کوه‌های مرکزی ایران               |       |
| پوژنه                   |                                                                          | ۲۲۸۰   | شهرستان اردکان | کوه‌های مرکزی ایران               |       |
| سنگلستان                |                                                                          | ۳۵۱۷   | شهرستان مهریز  | کوه‌های مرکزی ایران               |       |
| دربید                   |                                                                          | ۳۱۶۸   | شهرستان یزد    | کوه‌های مرکزی ایران               |       |
| ارنان                   |                                                                          | ۲۸۹۱   | شهرستان مهریز  | کوه‌های مرکزی ایران               |       |
| آب عسل                  |                                                                          | ۳۱۳۷   | شهرستان اشکذر  | کوه‌های مرکزی ایران               |       |
| علایی                   |                                                                          | ۳۲۸۰   | شهرستان تفت    | کوه‌های مرکزی ایران               |       |
| برزی                    |                                                                          | ۳۲۱۵   | شهرستان تفت    | کوه‌های مرکزی ایران               |       |
| هفت صفه                 |                                                                          | ۳۰۸۰   | شهرستان تفت    | کوه‌های مرکزی ایران               |       |
| چلته                    |                                                                          | ۱۶۰۰   | شهرستان یزد    | کوه‌های مرکزی ایران               |       |
| تبرکوه                  |                                                                          | ۱۷۴۵   | شهرستان یزد    | کوه‌های مرکزی ایران               |       |
| اومک                    |                                                                          |        | شهرستان ابرکوه | کوه‌های مرکزی ایران               |       |
| مورگ گلویک              |                                                                          | ۳۳۶۱   | شهرستان تفت    | کوه‌های مرکزی ایران               |       |
| خرمنی                   |                                                                          |        |                | کوه‌های مرکزی ایران               |       |
| لاجفتی                  |                                                                          |        |                | کوه‌های مرکزی ایران               |       |
| باجگان                  |                                                                          | ۲۸۹۰   | شهرستان بافق   | کوه‌های مرکزی ایران               | [ ۲ ] |
| اعلا                    |                                                                          | ۲۳۷۷   | شهرستان ابرکوه | کوه‌های مرکزی ایران               | [ ۳ ] |
| اشنیز                   |                                                                          | ۲۳۲۵   | شهرستان میبد   | کوه‌های مرکزی ایران               | [ ۴ ] |
| مورگ بیهو               |                                                                          | ۲۹۸۳   |                | کوه‌های مرکزی ایران               |       |
| هامانه                  |                                                                          | ۳۰۲۸   | شهرستان اردکان | کوه‌های مرکزی ایران               |       |